# Plaza de abastos de Sotrondio
La plaza de abastos de Sotrondio, actualmente Aula Cultural Onofre Rojo,  era el antiguo mercado cubierto de la localidad de Sotrondio, en el municipio asturiano de San Martín del Rey Aurelio, España. Hoy en día funciona como centro social y cultural.

## Historia
Ante la carencia de este servicio, en 1950 se construyó en Sotrondio, entonces capital municipal, una plaza cubierta para albergar establecimientos de productos frescos, junto al río Nalón. Se construyó un edificio de planta rectangular, con soportales de arcos escarzanos destacando un segundo módulo con bóveda rebajada. El exterior se cubrió con ladrillo visto. 
Tras el traslado de los últimos establecimientos del centro, se cerró para comenzar su rehabilitación, inaugurándose en 2008 el espacio La Plaza, un centro social y cultural donde se dan conferencias y actuaciones. Para ello el edificio originario se "escondió" tras un caparazón metálico, sobresaliendo únicamente parte del espacio abovedado.